# Laval-en-Brie
Pour les articles homonymes, voir Laval.
Laval-en-Brie est une commune française située dans le département de Seine-et-Marne en région Île-de-France.

## Géographie

### Localisation
Le village est situé à 6,5 km au nord-est de Montereau-Fault-Yonne.

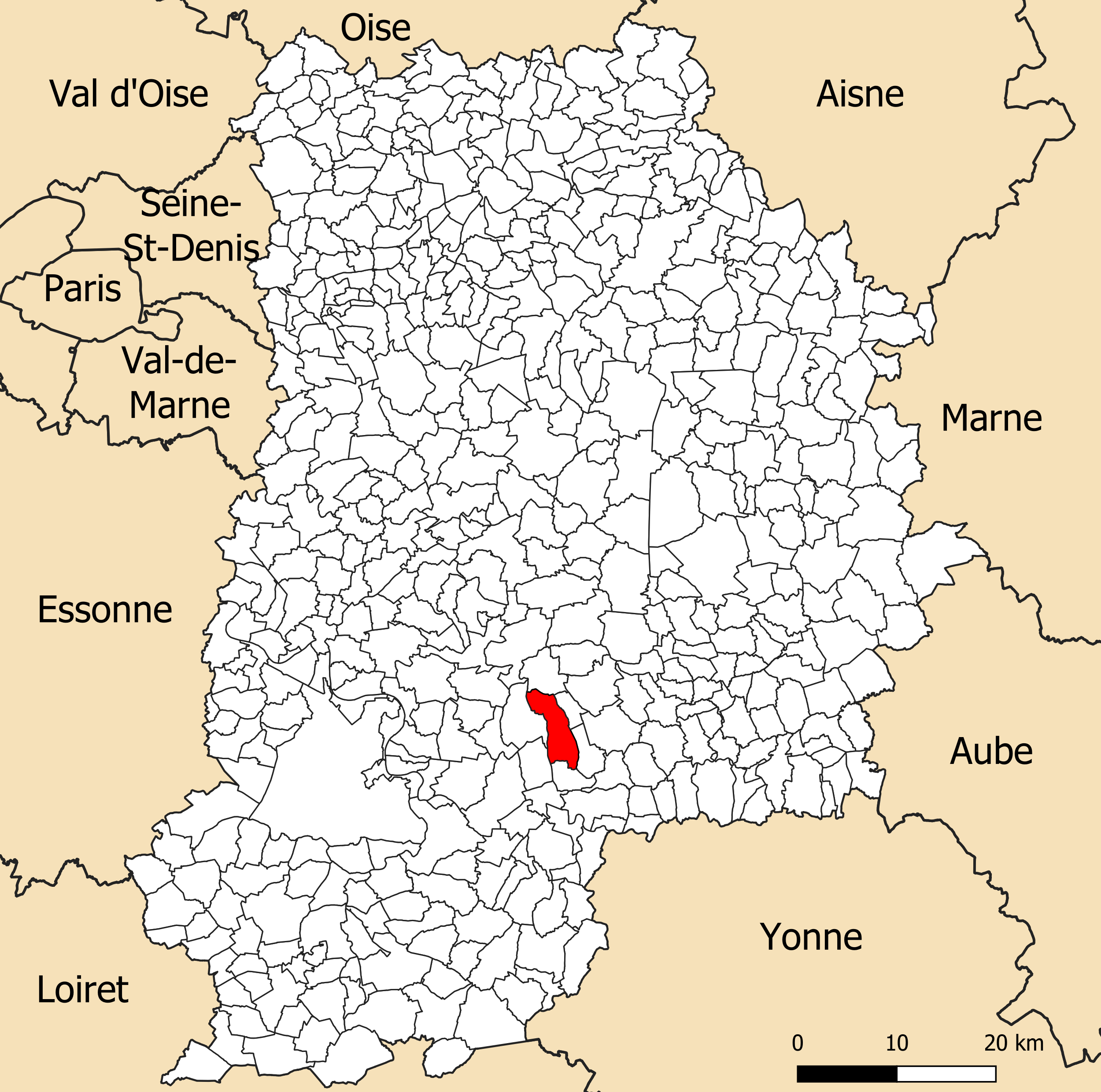
Localisation de la commune de Laval-en-Brie dans le département de Seine-et-Marne.

### Communes limitrophes

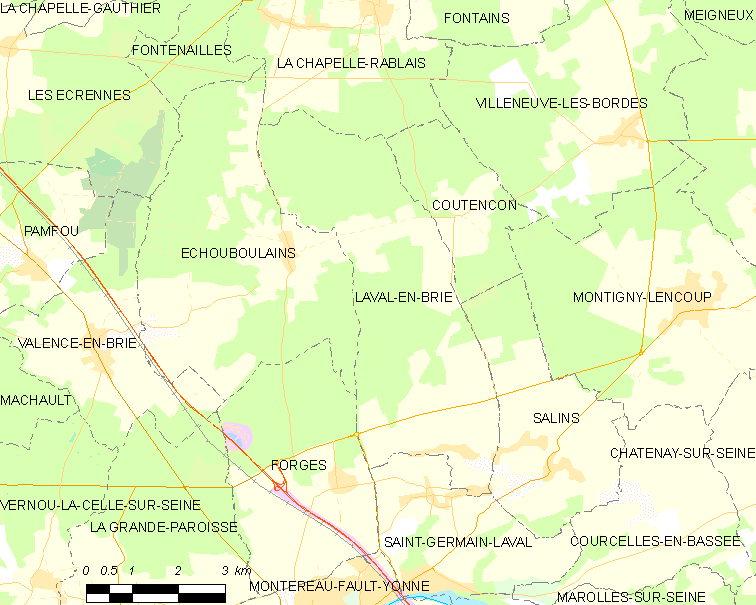
Carte des communes limitrophes de Laval-en-Brie.

| Échouboulains | La Chapelle-Rablais | Coutençon |
| Forges        | Laval-en-Brie       | Salins    |
|               | Saint-Germain-Laval |           |

### Hydrographie

#### Réseau hydrographique

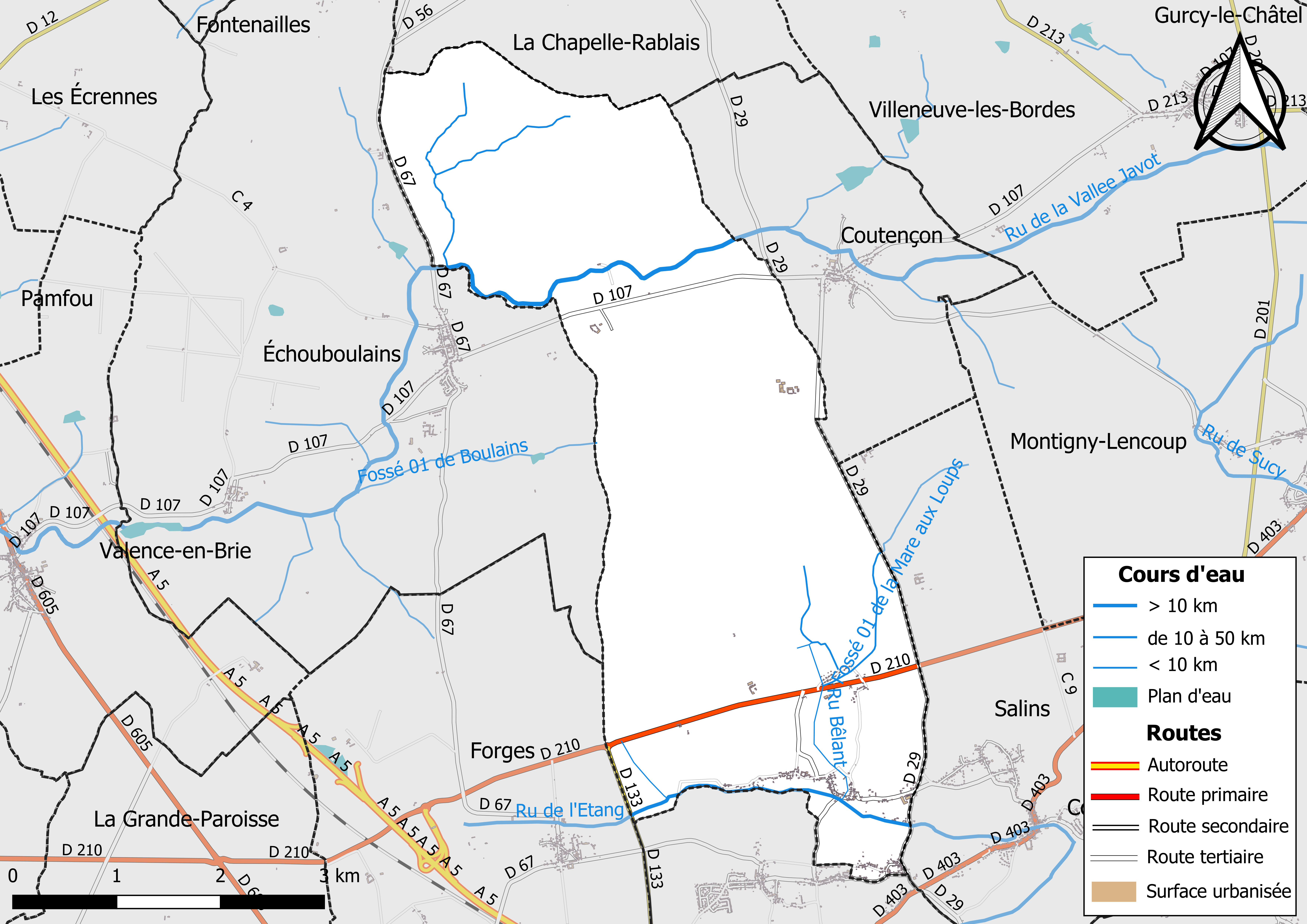
Carte des réseaux hydrographique et routier de Laval-en-Brie.

Le réseau hydrographique de la commune se compose de dix cours d'eau référencés :
- le ru de l'Étang, 10,11 km[1], qui conflue avec un bras de la Seine ;
  - le canal 01 de Champeaubert, 0,73 km[2], qui conflue avec le ru de l'Étang ;
  - le ru Bêlant, 1,77 km[3], affluent du ru de l'Étang ;
    - le canal 02 de la Mare aux Loups[Note 1]., 0,12 km[4], et ;
    - le fossé 01 de la Mare aux Loups, 2,92 km[5], qui confluent avec le ru Bêlant ;
- le ru de la Vallee Javot, long de 28,99 km[6], affluent de la Seine, au nord de la commune ;
  - le fossé 01 de Boulains, 2,44 km[7], et ;
  - le fossé 01 du Bois des Glands, 2,13 km[8], affluents du ru de la Vallée Javot ;
    - le fossé 01 du Bois de Saint-Germain-Laval, 1,49 km[9], qui conflue avec le ru du fossé 01 du Bois des Glands ;
- le canal 01 de la Mare aux Loups, cours d'eau de 1,24 km[10].

Par ailleurs, son territoire est également traversé par l’aqueduc de la Voulzie.
La longueur totale des cours d'eau sur la commune est de 15,4 km.

#### Gestion des cours d'eau
Afin d’atteindre le bon état des eaux imposé par la Directive-cadre sur l'eau du 23 octobre 2000, plusieurs outils de gestion intégrée s’articulent à différentes échelles : le SDAGE, à l’échelle du bassin hydrographique, et le SAGE, à l’échelle locale. Ce dernier fixe les objectifs généraux d’utilisation, de mise en valeur et de protection quantitative et qualitative des ressources en eau superficielle et souterraine. Le département de Seine-et-Marne est couvert par six SAGE, au sein du bassin Seine-Normandie.
La commune fait partie du SAGE « Bassée Voulzie », en cours d'élaboration en décembre 2020. Le territoire de ce SAGE concerne 144 communes dont 73 en Seine-et-Marne, 50 dans l'Aube, 15 dans la Marne et 6 dans l'Yonne, pour une superficie de 1 710 km2,. Le pilotage et l’animation du SAGE sont assurés par Syndicat Mixte Ouvert de l’eau potable, de l’assainissement collectif, de l’assainissement non collectif, des milieux aquatiques et de la démoustication (SDDEA), qualifié de « structure porteuse ».

### Climat
Pour des articles plus généraux, voir Climat de l'Île-de-France et Climat de Seine-et-Marne.
En 2010, le climat de la commune est de type climat océanique dégradé des plaines du Centre et du Nord, selon une étude du CNRS s'appuyant sur une série de données couvrant la période 1971-2000. En 2020, Météo-France publie une typologie des climats de la France métropolitaine dans laquelle la commune est exposée à un climat océanique altéré et est dans la région climatique Nord-est du bassin Parisien, caractérisée par un ensoleillement médiocre, une pluviométrie moyenne régulièrement répartie au cours de l’année et un hiver froid (3 °C).
Pour la période 1971-2000, la température annuelle moyenne est de 10,8 °C, avec une amplitude thermique annuelle de 15,5 °C. Le cumul annuel moyen de précipitations est de 715 mm, avec 11,2 jours de précipitations en janvier et 7,7 jours en juillet. Pour la période 1991-2020, la température moyenne annuelle observée sur la station météorologique la plus proche, située sur la commune de La Brosse-Montceaux à 9 km à vol d'oiseau, est de 12,0 °C et le cumul annuel moyen de précipitations est de 652,9 mm,. Pour l'avenir, les paramètres climatiques de la commune estimés pour 2050 selon différents scénarios d'émission de gaz à effet de serre sont consultables sur un site dédié publié par Météo-France en novembre 2022.

## Urbanisme

### Typologie
Au 1er janvier 2024, Laval-en-Brie est catégorisée commune rurale à habitat dispersé, selon la nouvelle grille communale de densité à sept niveaux définie par l'Insee en 2022.
Elle est située hors unité urbaine. Par ailleurs la commune fait partie de l'aire d'attraction de Paris, dont elle est une commune de la couronne,. Cette aire regroupe 1 929 communes,.

### Lieux-dits et écarts
La commune compte 67 lieux-dits administratifs répertoriés consultables ici dont Heurtebise, le Grand Buisson.

### Occupation des sols
L'occupation des sols de la commune, telle qu'elle ressort de la base de données européenne d’occupation biophysique des sols Corine Land Cover (CLC), est marquée par l'importance des forêts et milieux semi-naturels (55,8 % en 2018), une proportion identique à celle de 1990 (55,8 %). La répartition détaillée en 2018 est la suivante : 
forêts (55,7 %), terres arables (41,7 %), zones urbanisées (1,8 %), zones agricoles hétérogènes (0,7 %).
Parallèlement, L'Institut Paris Région, agence d'urbanisme de la région Île-de-France, a mis en place un inventaire numérique de l'occupation du sol de l'Île-de-France, dénommé le MOS (Mode d'occupation du sol), actualisé régulièrement depuis sa première édition en 1982. Réalisé à partir de photos aériennes, le Mos distingue les espaces naturels, agricoles et forestiers mais aussi les espaces urbains (habitat, infrastructures, équipements, activités économiques, etc.) selon une classification pouvant aller jusqu'à 81 postes, différente de celle de Corine Land Cover,,. L'Institut met également à disposition des outils permettant de visualiser par photo aérienne l'évolution de l'occupation des sols de la commune entre 1949 et 2018.

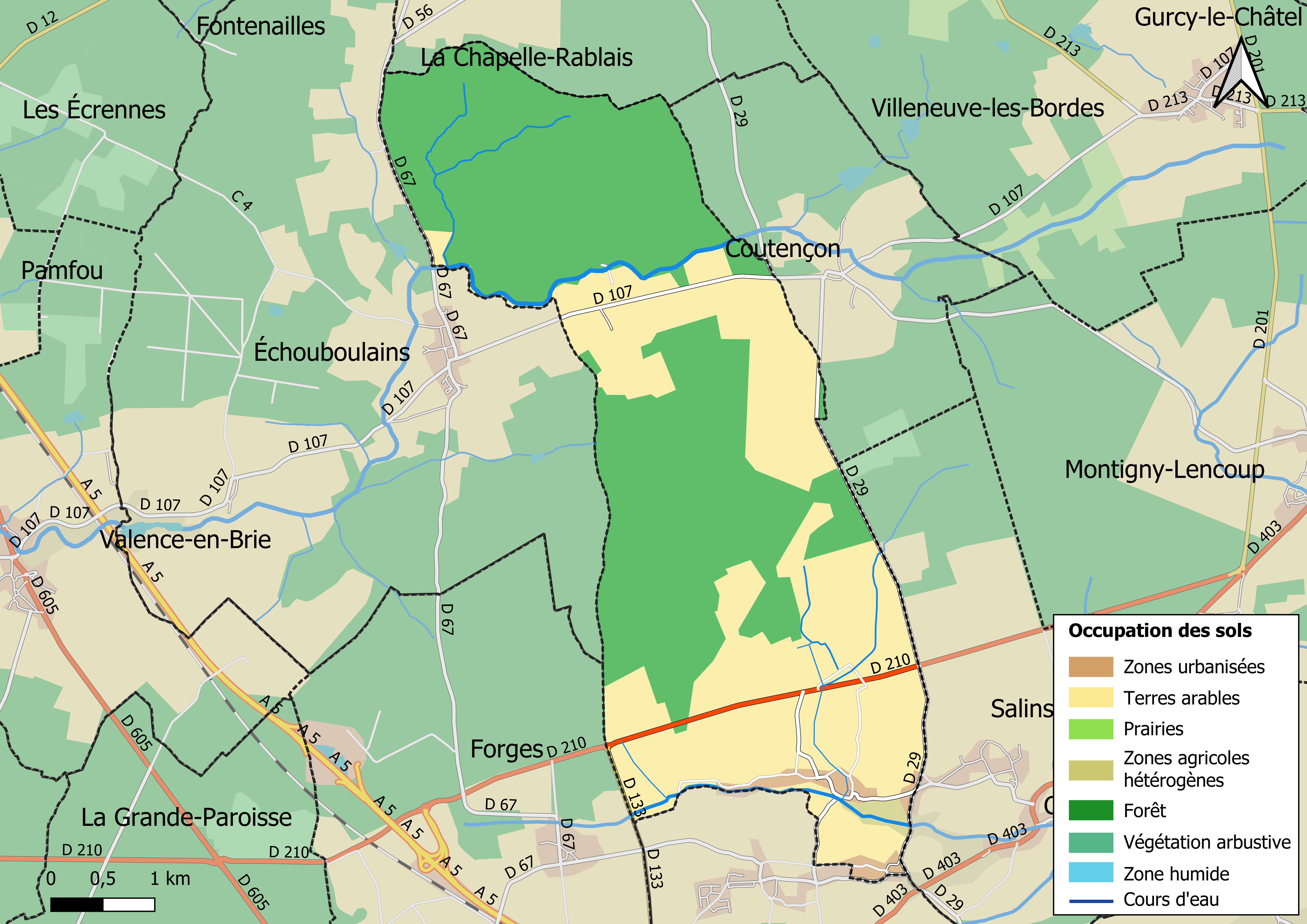
Carte des infrastructures et de l'occupation des sols en 2018 (CLC) de la commune.
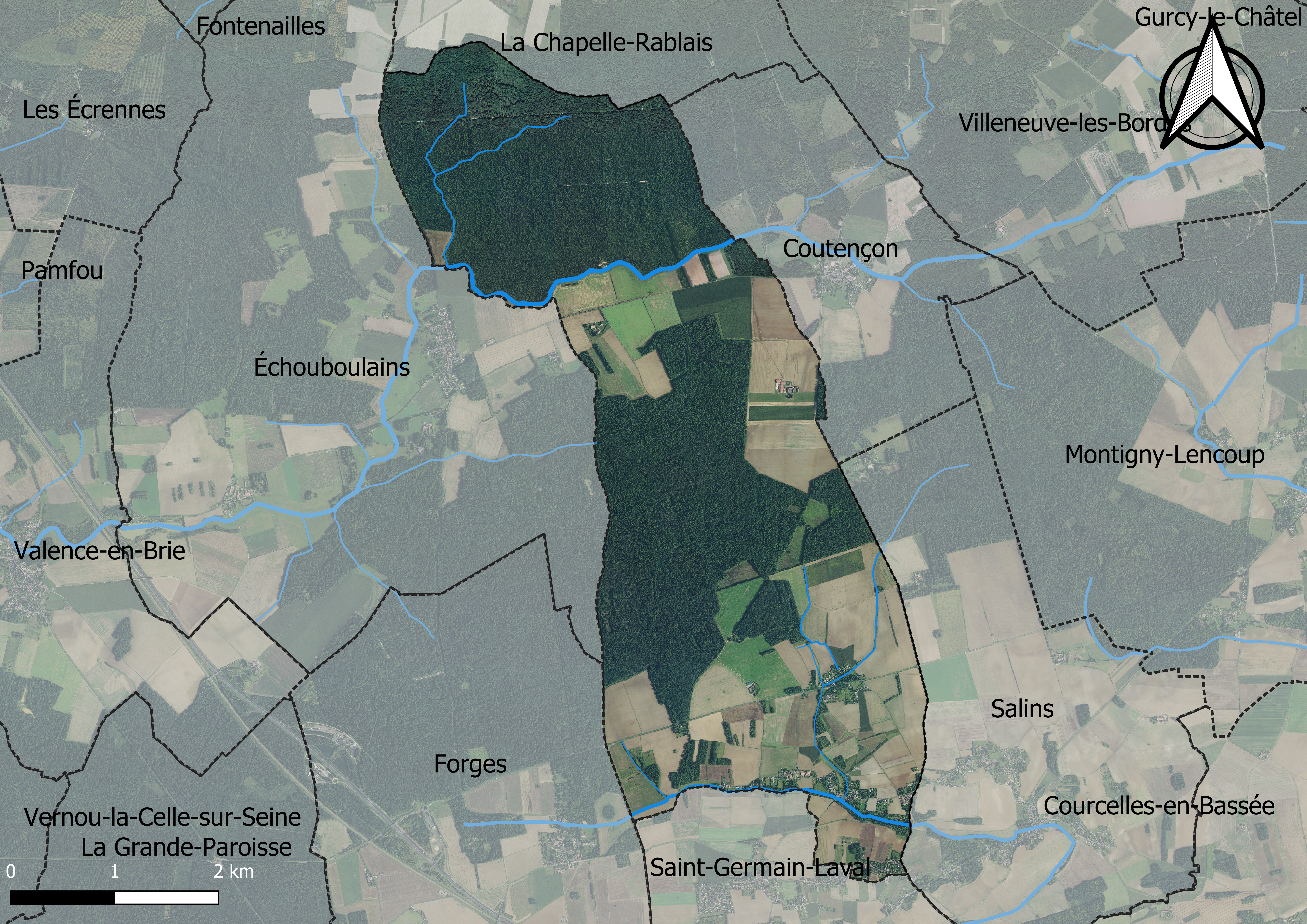
Carte orhophotogrammétrique de la commune.

### Planification
La loi SRU du 13 décembre 2000 a incité les communes à se regrouper au sein d’un établissement public, pour déterminer les partis d’aménagement de l’espace au sein d’un SCoT, un document d’orientation stratégique des politiques publiques à une grande échelle et à un horizon de 20 ans et s'imposant aux documents d'urbanisme locaux, les PLU (Plan local d'urbanisme). La commune est dans le territoire du SCOT Seine et Loing, dont le projet a été arrêté le 3 juillet 2019, porté par le syndicat mixte d’études et de programmation (SMEP) Seine et Loing rassemblant à la fois 44 communes et trois communautés de communes.
La commune disposait en 2019 d'un plan local d'urbanisme en révision. Le zonage réglementaire et le règlement associé peuvent être consultés sur le Géoportail de l'urbanisme.

### Logement
En 2016, le nombre total de logements dans la commune était de 197 dont 99,5 % de maisons et 0,5 % d'appartements.
Parmi ces logements, 86,2 % étaient des résidences principales, 6,1 % des résidences secondaires et 7,7 % des logements vacants.
La part des ménages fiscaux propriétaires de leur résidence principale s'élevait à 91,6 % contre 7,2 % de locataires et 1,2 % logés gratuitement.

### Voies de communication et transports

#### Transports
La commune est desservie par les lignes d'autocars du réseau de bus Pays de Montereau :
- No F (Montereau-Fault-Yonne - Forges) ;
- No L (Montereau-Fault-Yonne - Laval-en-Brie).

## Toponymie
Le nom de la localité est mentionné sous les formes « Ad opus potestatis illius que Sanctus Germanus et Vallis appellatur » en 1168 ; « Capella de Laval que sita est infra parrochiam Sancti Germani de Musterolo » au XIIe siècle ; Lavau en 1300 ; Priorissa de Valle Monialium vers 1350 (Pouillé) ; Laval en 1388 ; Lavau Saint Germain en 1485 ; Laval soulz Montereau en 1489 ; Laval-les-Chastons-en-Brye, en 1522 ; Laval Saint Germain en 1725 ; Laval-en-Brie (décret du 11 avril 1937).

## Histoire
En 1522, les moniales cisterciennes de l'abbaye du Pont-aux-Dames de Couilly, déclare aux officiers du roi François Ier pour leurs revenus sur le fief de Laval-les-Chastons-en-Brye :
« pour la terre et seigneurie de Laval-les-Chastons-en-Brye contenant en héritaiges, terres et prez, jardins et aisances sept vingt-quatre arpents, baillés à cens et à rente à année, à plusieurs personnes qui ont fait quelques bâtiments pour eux loger, à charge de quatre sols pour chascun arpent, tant cens que rente chascun an qui monte à vingt-huict livres dix-sept sols tournois »

## Politique et administration

### Liste des maires
| Période                                  | Période  | Identité             | Étiquette | Qualité           |
| ---------------------------------------- | -------- | -------------------- | --------- | ----------------- |
| Les données manquantes sont à compléter. |          |                      |           |                   |
| mars 1995                                | 2008     | Jean-Jacques Lambert |           |                   |
| mars 2008                                | 2017     | Christiane Masson    |           | Cadre territorial |
| 2017                                     | En cours | Jérôme Bonifacio     |           | Agent sncf        |

## Équipements et services

### Eau et assainissement
L’organisation de la distribution de l’eau potable, de la collecte et du traitement des eaux usées et pluviales relève des communes. La loi NOTRe de 2015 a accru le rôle des EPCI à fiscalité propre en leur transférant cette compétence. Ce transfert devait en principe être effectif au 1er janvier 2020, mais la loi Ferrand-Fesneau du 3 août 2018 a introduit la possibilité d’un report de ce transfert au 1er janvier 2026,.

#### Assainissement des eaux usées
En 2020, la gestion du service d'assainissement collectif de la commune de Laval-en-Brie est assurée par la communauté de communes Pays de Montereau (CCPM) pour la collecte, le transport et la dépollution. Ce service est géré en délégation par une entreprise privée, dont le contrat arrive à échéance le 31 décembre 2026,,.
L’assainissement non collectif (ANC) désigne les installations individuelles de traitement des eaux domestiques qui ne sont pas desservies par un réseau public de collecte des eaux usées et qui doivent en conséquence traiter elles-mêmes leurs eaux usées avant de les rejeter dans le milieu naturel. La communauté de communes Pays de Montereau (CCPM) assure pour le compte de la commune le service public d'assainissement non collectif (SPANC), qui a pour mission de vérifier la bonne exécution des travaux de réalisation et de réhabilitation, ainsi que le bon fonctionnement et l’entretien des installations. Cette prestation est déléguée à la SAUR, dont le contrat arrive à échéance le 31 décembre 2026,.

#### Eau potable
En 2020, l'alimentation en eau potable est assurée par la communauté de communes Pays de Montereau (CCPM) qui en a délégué la gestion à une entreprise privée, dont le contrat expire le 31 décembre 2026,.

## Population et société

### Démographie
L'évolution du nombre d'habitants est connue à travers les recensements de la population effectués dans la commune depuis 1793. Pour les communes de moins de 10 000 habitants, une enquête de recensement portant sur toute la population est réalisée tous les cinq ans, les populations de référence des années intermédiaires étant quant à elles estimées par interpolation ou extrapolation. Pour la commune, le premier recensement exhaustif entrant dans le cadre du nouveau dispositif a été réalisé en 2004.

En 2022, la commune comptait 394 habitants, en évolution de −15,63 % par rapport à 2016 (Seine-et-Marne : +3,92 %, France hors Mayotte : +2,11 %).
| 1793 | 1800 | 1806 | 1821 | 1831 | 1836 | 1841 | 1846 | 1851 |
| ---- | ---- | ---- | ---- | ---- | ---- | ---- | ---- | ---- |
| 230  | 202  | 188  | 267  | 350  | 384  | 381  | 396  | 416  |

| 1856 | 1861 | 1866 | 1872 | 1876 | 1881 | 1886 | 1891 | 1896 |
| ---- | ---- | ---- | ---- | ---- | ---- | ---- | ---- | ---- |
| 416  | 426  | 455  | 452  | 449  | 410  | 395  | 379  | 405  |

| 1901 | 1906 | 1911 | 1921 | 1926 | 1931 | 1936 | 1946 | 1954 |
| ---- | ---- | ---- | ---- | ---- | ---- | ---- | ---- | ---- |
| 386  | 382  | 366  | 330  | 326  | 362  | 292  | 280  | 261  |

| 1962 | 1968 | 1975 | 1982 | 1990 | 1999 | 2004 | 2006 | 2009 |
| ---- | ---- | ---- | ---- | ---- | ---- | ---- | ---- | ---- |
| 249  | 244  | 276  | 283  | 338  | 379  | 436  | 459  | 450  |

| 2014 | 2019 | 2022 | - | - | - | - | - | - |
| ---- | ---- | ---- | - | - | - | - | - | - |
| 463  | 410  | 394  | - | - | - | - | - | - |

### Manifestations culturelles et festivités

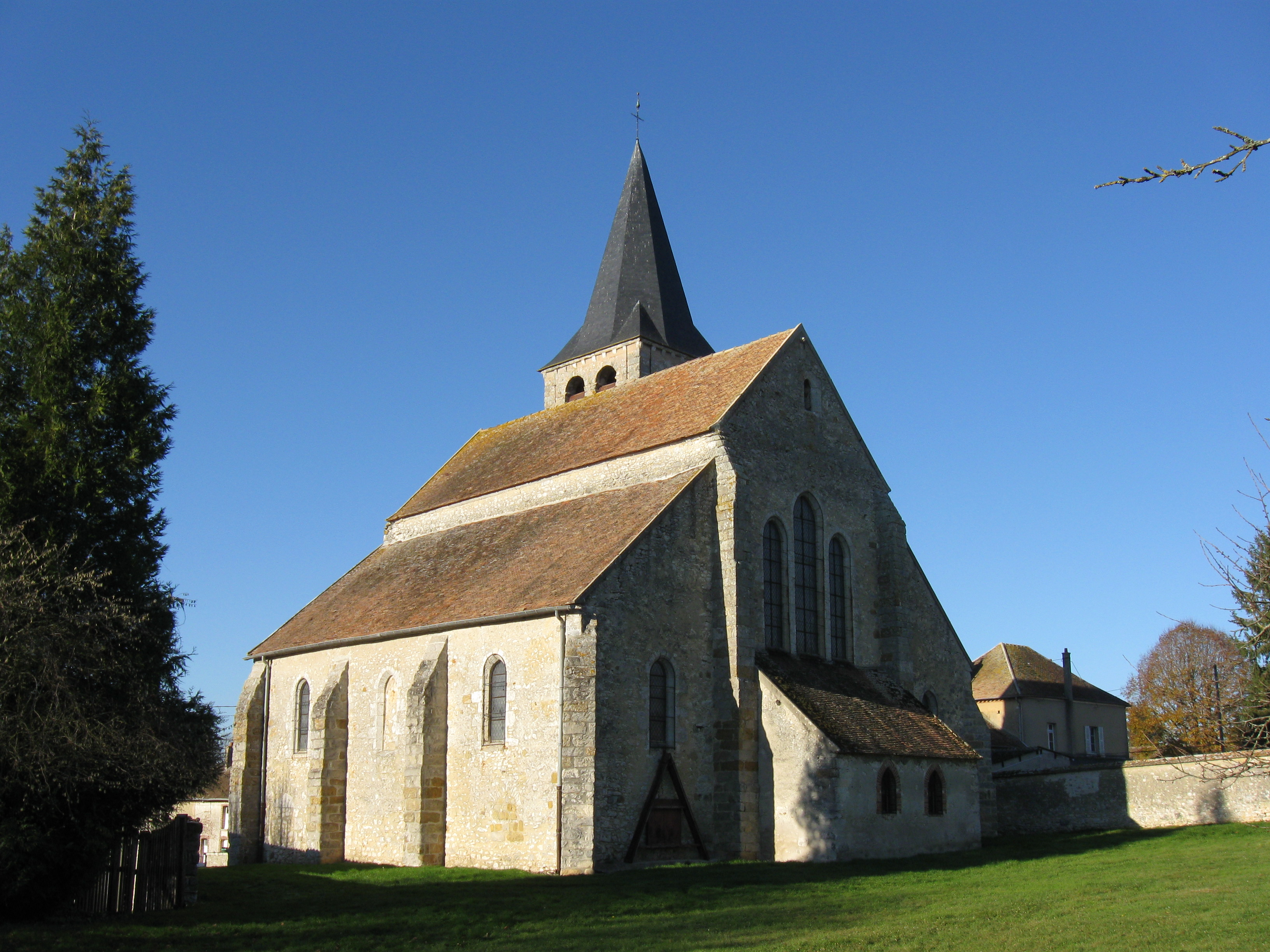
L'église Saint-Laurent.

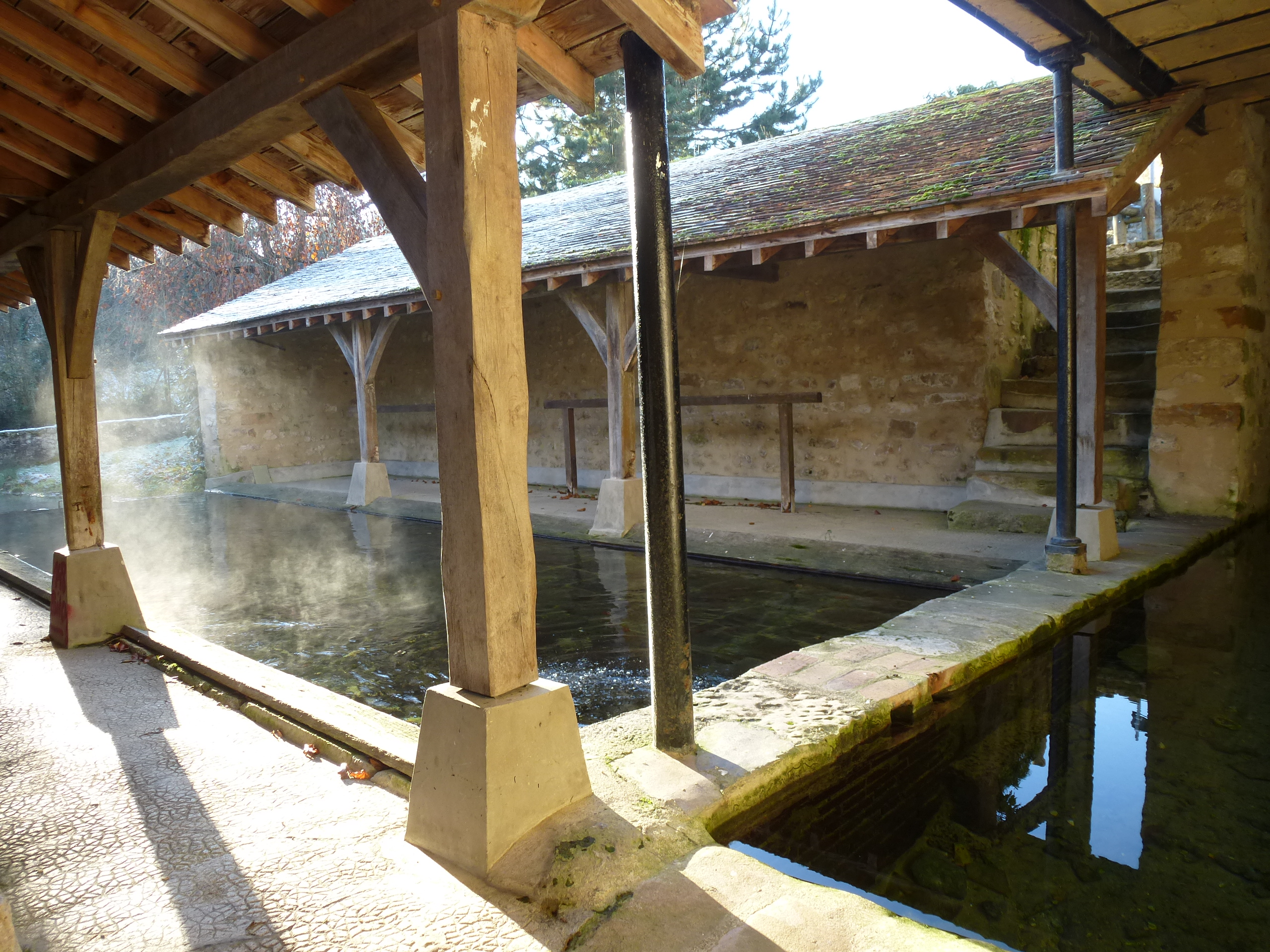
Le lavoir et la fontaine Saint-Laurent.

Fête de la Saint-Laurent (week-end après le 15 août) - Fête des chasseurs (début septembre) - Course cycliste (fin mai) - Brocante/vide-grenier (1er week-end de mai).

## Économie
- Exploitations agricoles.
- 6 artisans et commerçants.

### Secteurs d'activité

#### Agriculture
Laval-en-Brie est dans la petite région agricole dénommée la « Brie humide » (ou Brie de Melun), une partie de la Brie à l'est de Melun. En 2010, l'orientation technico-économique de l'agriculture sur la commune est la culture de céréales et d'oléoprotéagineux (COP).
Si la productivité agricole de la Seine-et-Marne se situe dans le peloton de tête des départements français, le département enregistre un double phénomène de disparition des terres cultivables (près de 2 000 ha par an dans les années 1980, moins dans les années 2000) et de réduction d'environ 30 % du nombre d'agriculteurs dans les années 2010. Cette tendance se retrouve au niveau de la commune où le nombre d’exploitations est passé de 6 en 1988 à 4 en 2010. Parallèlement, la taille de ces exploitations augmente, passant de 60 ha en 1988 à 193 ha en 2010.
Le tableau ci-dessous présente les principales caractéristiques des exploitations agricoles de Laval-en-Brie, observées sur une période de 22 ans : 
|                                      | 1988 | 2000 | 2010 |
| ------------------------------------ | ---- | ---- | ---- |
| Dimension économique,                |      |      |      |
| Nombre d’exploitations (u)           | 6    | 3    | 4    |
| Travail (UTA)                        | 9    | 4    | 8    |
| Surface agricole utilisée (ha)       | 362  | 259  | 770  |
| Cultures                             |      |      |      |
| Terres labourables (ha)              | 357  | 256  | 746  |
| Céréales (ha)                        | 307  | 197  | 541  |
| dont blé tendre (ha)                 | 144  | 145  | 314  |
| dont maïs-grain et maïs-semence (ha) | 112  | s    | 134  |
| Tournesol (ha)                       | 15   |      |      |
| Colza et navette (ha)                | s    |      | s    |
| Élevage                              |      |      |      |
| Cheptel (UGBTA)                      | 40   | 65   | 212  |

## Culture locale et patrimoine

### Lieux et monuments
- Église Saint-Laurent, XIIIe siècle, classée au titre des monuments historiques[56].
- Lavoir et fontaine Saint-Laurent, XIXe et XXe siècles.
- Ferme d'Égrefin, ferme de Fresnières.

### Héraldique
| Blason de Laval-en-Brie | Blason  | De gueules à la crosse d'argent adextrée d'un gril d'or, la poignée en bas, et senestrée d'une gerbe de blé du même. |
| Blason de Laval-en-Brie | Détails | Le statut officiel du blason reste à déterminer.                                                                     |